# 霍斯托梅爾
霍斯托梅尔（烏克蘭語：Гостомель，羅馬化：Hostomel，發音：[ɦoˈstɔmelʲ]），又按俄语读音译为戈斯托梅利，是烏克蘭中北部基輔州布恰区霍斯托梅尔市镇内的鎮及其行政中心。距離基輔7公里，始建於1494年，面積6.4平方公里，2021年估計人口有17,534人。
霍斯托梅尔於2022年俄羅斯入侵烏克蘭期間遭受嚴重破壞，而鎮長尤里·普里利普科在發放物資給民眾時遭到俄軍殺害。2022年3月13日，該地被授予英雄城市稱號。後來俄軍從當地撤出。

## 历史

### 乌俄战争
2022年2月24日，也即俄罗斯全面入侵乌克兰的首日，俄空降军部队突袭了位于霍斯托梅尔的安托諾夫機場，并企图建立空中桥梁以运送后续部队对乌克兰首都基辅发动突袭。然而因遭到乌军反击，俄军这一战略目标未能实现。
2022年3月7日，俄罗斯军队在镇长尤里·普里利普科在该镇为民众发放食品和药品时将其杀害。
4月6日，霍斯托梅尔军事行政负责人塔拉斯·杜門科（Тарас Думенко）报告说，在俄罗斯占领期间的35天内，该地有400人失踪。